# ブルジョ
ブルジョ（イタリア語: Burgio）は、イタリア共和国シチリア自治州アグリジェント県にある、人口約2,600人の基礎自治体（コムーネ）。

## 地理

### 位置・広がり

#### 隣接コムーネ
隣接するコムーネは以下の通り。括弧内のPAはパレルモ県所属を示す。
- カルタベッロッタ
- キウーザ・スクラーファニ (PA)
- ルッカ・シークラ
- パラッツォ・アドリアーノ (PA)
- ヴィッラフランカ・シークラ